# Thousand Foot Krutch
I Thousand Foot Krutch (spesso abbreviati in TFK, 1000FK) sono un gruppo musicale christian metal canadese, formatosi a Peterborough, Ontario nel 1997.

## Formazione

### Formazione attuale
- Trevor McNevan – voce (1995-presente)
- Steve Augustine – batteria (2001-presente)
- Joel Bruyere – basso, voce (1999-presente)

### Ex componenti
- Jamie Aplin – chitarra, voce (2003-2007)
- Neil Sanderson – batteria (1995-1996)
- Tim Baxter – basso (1995-1998)
- Dave Smith – chitarra solista (1995–2002)
- Christian Harvey – batteria (1997–1999)
- Geoff "Johnny Orbital" Laforet – batteria (1999–2001)

## Discografia

### Album in studio
- 1997 – That's What People Do
- 2001 – Set It Off
- 2003 – Phenomenon
- 2005 – The Art of Breaking
- 2007 – The Flame in All of Us
- 2009 – Welcome to the Masquerade
- 2012 – The End Is Where We Begin
- 2014 – Oxygen: Inhale
- 2016 – Exhale

### Live
- 2011 – Live at the Masquerade

### Singoli
- 2004 – Phenomenon
- 2004 – Rawkfist
- 2005 – Absolute
- 2005 – Move
- 2006 – Breathe You In
- 2007 – What Do We Know?
- 2007 – Falls Apart
- 2009 – Bring Me to Life
- 2009 – Forward Motion
- 2009 – Fire It Up
- 2010 – Already Home
- 2012 – Let the Sparks Fly

### EP
- 2012 – Metamorphosiz: The End Remixes, Vol. 1

### Videoclip
| Canzone          | Album                     |
| ---------------- | ------------------------- |
| Puppet           | Set It Off                |
| Rawkfist         | Phenomenon                |
| Move             | The Art of Breaking       |
| Falls Apart      | The Flame In All of Us    |
| Favorite Disease | The Flame In All of Us    |
| Fire It Up       | Welcome to the Masquerade |
| War Of Change    | The End Is Where We Begin |

### Brani nelle compilation
| Anno | Album                                             | Brano                  | Etichetta            |
| ---- | ------------------------------------------------- | ---------------------- | -------------------- |
| 2000 | History of Canadian Christian New Music           | Small Town             | ―                    |
| 2004 | X2004                                             | Rawkfist               | Tooth & Nail Records |
| 2005 | X2005                                             | Everyone Like Me       | Tooth & Nail Records |
| 2006 | X2006                                             | Move                   | Tooth & Nail Records |
| 2006 | 27th Annual Covenant Hits                         | Absolute               | CMC Distribution     |
| 2007 | X2007                                             | Absolute               | Tooth & Nail Records |
| 2008 | X2008                                             | Falls Apart            | Tooth & Nail Records |
| 2008 | Canada Rocks                                      | What Do We Know?       | CMC Distribution     |
| 2008 | GMA Canada presents 30th Anniversary Collection   | Rawkfist               | CMC Distribution     |
| 2008 | X Christmas                                       | Jingle Bell Rock       | BEC Recordings       |
| 2009 | X2009                                             | The Flame in All of Us | Tooth & Nail Records |
| 2009 | Songs From The Penalty Box, Tooth & Nail Volume 6 | The Flame in All of Us | Tooth & Nail Records |